# وینتربورن کیم
وینتربورن کیم (به انگلیسی: Winterborne Came) یک روستا و محله مدنی در بریتانیا است که در West Dorset واقع شده‌است. وینتربورن کیم ۴۰ نفر جمعیت دارد.